# Karomama Mérytmout
Pour les articles homonymes, voir Karomama.
Karomama Mérytmout (ou Karômâmâ Mérytmout) est divine adoratrice d'Amon à Thèbes pendant la XXIIe dynastie et très probablement la fille du roi Osorkon II.

## Attestations
Cette femme est connue par plusieurs documents :
- une statue à son effigie qu'elle reçut du trésorier Iâhtayefnakht,
- une statue votive de Maât à son nom et à celui d'Iâhtayefnakht[1],
- une stèle où elle est représentée avec le roi Horsaïset Ier face à Amon-Kamoutef[2],
- des inscriptions dans la chapelle d'Osiris Khnem-Maât et d'Osiris-Khentyimentyou à Karnak-Nord aux côtés d'Osorkon II et de Takélot II[1],
- son tombeau, situé dans le petit temple de Mouttouya au Ramesséum ainsi qu'avec ses vases canopes et ses ouchebtis[1].

## Généalogie
Karomama Mérytmout est très probablement la fille du roi Osorkon II. En effet, elle est attestée sous le règne de ce roi et sa mère est une reine nommée Karomama comme elle, cette dernière étant très probablement la reine Karoma II. De plus, une fille de ce roi et de cette reine se nomme également Karomama et porte le tire de fille du roi de son corps.

## Biographie
Elle est divine adoratrice d'Amon et épouse du dieu aux mains pures sous les règnes d'Horsaïset Ier et d'Osorkon II puis de Takélot II. Son nom de couronnement était Moutemhat Satamon. Elle a été enterrée dans un caveau au Ramesséum. Son successeur est peut-être Qedmérout, qui a probablement été enterrée comme elle au Ramesséum, des ouchebtis à son nom provenant de cet endroit.